# 住田良能
住田 良能（すみだ ながよし、1944年（昭和19年）10月25日 - 2013年（平成25年）6月11日は、日本のジャーナリスト、実業家。産業経済新聞社代表取締役社長などを歴任した。

## 来歴・人物
神奈川県生まれ、終戦で満州から引き上げる。麻布中学校・高等学校、慶應義塾大学経済学部を卒業。
大学時代は、河合栄治郎と弟子たちの系譜に連なる「社会思想研究会」に参加していた。政治的には民社党とつながる。河合の弟子で社会思想研究会を指導した土屋清は朝日新聞論説委員だった64年、対極とされるサンケイ新聞の編集責任者になった。5年後、土屋に私淑していた住田もサンケイ新聞社に入社した。記者を選んだのは「知的好奇心を仕事の中心にして食っていける」からだとした。
入社5年目に最年少で『蔣介石秘録』の執筆班に抜擢され、台北に2年半はど派遣された。だが、帰国後の処遇は、社会部、しかも支局勤務となり本人は、「大下放された」と気落ちしたという。その後、ワシントン特派員（レフチェンコ事件の社内調査で重要証言）、政治部次長（デスク）、特集部長などを務め、40代で鹿内宏明の秘書役になった。ところが、わずか半年で見限って追い落とす側に回り、日枝久が首謀したクーデターの別働隊として働いた。
日本新党が国政に進出した際、編集局次長だったが社を辞めて立候補しようとしたという。その準備のため、自宅に妻子を役員にした企画会社も設立した。当選の可能性が低いことが分かって取りやめたが、本人は産経新聞を踏み台の一つとして割り切っているところがあり、過去、何度か社を辞めようとした。編集局長時代には「教科書が教えない歴史」の連載が始まり、この後『新しい歴史教科書』が扶桑社から刊行されている。

### 社長時代
2004年（平成16年）6月、59歳で社長に就任すると、社長車を定番のセダンからワンボックス型のハイブリッドカーに変更し、内装も機能的な仕様にあらためた。この車で社長業に付きものの葬祭に出かけられるのかと揶揄する向きもあったが、身なりもカバンを背に担ぐバックにするなど、新聞社のトップの硬いイメージを一新した。06年には、ニュース配信や電子新聞の運営を担う「産経デジタル」を産経新聞から分社して、新聞ビジネスで育った活字人間だけでは出来ない部分が多いから、外部の知恵と連携するのがいいだろうとチームラボの猪子寿之と組み『iza』を立ち上げ、07年に日本マイクロソフトと共同のサイト『MSN産経ニュース』を発足させる際には、「ウェブファースト」を宣言し、新聞の掲載を待たずにスクープでもネットに随時出していく方針を打ち出した（14年10月終了）。加えて08年には、iPhoneに産経新聞の無料配信を開始した（16年12月終了）。
こうした住田が打ち出した路線を産経新聞役員（当時）は「住田社長は企画力、発想力に優れていて、産業としての新聞は革新的なことをしないと行き詰まるという危機感があった。また、ことばには出さないが、フジテレビをはじめグループから支援を受けている現状を打破し、自分たちの収支で食い扶持をまかなう自立を目指した。そうした考えの下、旧来に枠に囚われず事業を興した堀江貴文らIT経営者たち、あるいは金融コンサルタントの木村剛など小泉の新自由主義路線で脚光を浴びた人たちと付き合って新しいものを吸収しようとした」と解説する。
だが、2008年（平成20年）11月、東京女子医科大学病院に入院して骨髄腫と診断され、翌年、国立国際医療センターに入院し加療、11年には社長を退任し骨髄移植を行ったが治癒することなく、2013年6月11日、多発性骨髄腫のため死去、68歳だった。14日夜、青山葬儀所で営まれた通夜には、弔問のために訪れた安倍晋三首相が玉串をささげ、石原慎太郎、猪瀬直樹、奥田碩、櫻井よしこら各界から約1500人が参列。15日の葬儀・告別式は、同所で住田家・産経新聞社の合同葬として執り行われた。

## 交流
住田は異なる立場の人間と話すことを厭わなかった。1987年（昭和62年）に胡耀邦総書記の辞任に関する機密文書をスクープして、北京から追放された共同通信の辺見庸を熱心に入社を誘った。また佐高信は『夕刊フジ』がマスメディアデビューだが、佐高が連載を持つことは読者からも抗議があった。しかし、住田は頓着せず、2006年（平成18年）に夕刊フジで『西郷隆盛伝説』の連載を開始させ、「憲法行脚の会」の呼びかけ人である佐高が、あえて『産経』に護憲の広告を出そうとし、住田に電話をかけると、即座に、「いいよ」と返事したという。ほかに佐藤優には、太平洋戦争（大東亜戦争）賛美への危惧を表明している。

## 経歴
- 1963年 麻布中学校・高等学校卒。
- 1969年 慶應義塾大学経済学部卒業。サンケイ新聞社に入社、東京本社編集局。
- 1971年12月 東京本社社会部。
- 1974年 台北特派員。
- 1978年 水戸支局（ペリリュー島78を執筆）。
- 1982年8月 ワシントン特派員。
- 1986年7月 東京本社政治部次長（デスク）。
- 1989年7月 外信部長兼論説委員。
- 1993年2月 東京本社編集局次長兼経済部長兼論説委員。
- 1994年5月 東京本社編集局長。
- 1996年6月17日 取締役東京本社編集局長。編集・論説・「正論」欄を担当。
- 1998年6月26日 常務取締役主筆東京編集局長。
- 2000年6月27日 専務取締役主筆大阪代表。
- 2002年6月27日 専務取締役総括・主筆。
- 2004年6月29日 代表取締役社長。
- 2011年6月22日 取締役相談役。
- 2012年6月22日 相談役。
- 2013年6月11日 死去。

### その他の経歴
- 1998年6月19日 - 2000年6月19日 ポニーキャニオン取締役。
- 2000年6月26日 - 2002年6月24日 大阪新聞社取締役。
- 2000年6月28日 - 2011年6月24日 関西テレビ放送取締役。
- 2002年6月17日 - 2004年6月18日 ポニーキャニオン取締役。
- 2003年6月27日 - 2007年6月28日 サンケイビル取締役。
- 2003年11月11日 - 2004年6月29日 日本工業新聞社取締役会長。
- 2004年6月21日 - 2008年6月17日 サンケイリビング新聞社取締役。
- 2006年6月21日 産経デジタル取締役。
- 2007年6月14日 日本工業新聞社取締役。
- 2008年12月1日 日本ユネスコ国内委員会「教育・科学及び文化の普及に関する諸領域を代表する者」委員[14]。
- 国家基本問題研究所理事[15]。

## 出演番組
- おはよう!ナイスデイ（フジテレビ、コメンテーター）
- 高嶋ひでたけのお早よう!中年探偵団（ニッポン放送、ニュースゾーンコメンテーター）

## 映画作品
- 金融腐食列島（1999年、「呪縛篇」企画）
- 亡国のイージス（2005年、製作）
- 明日への遺言（2007年、エグゼクティブプロデューサー）

## 著書
- 共著『日本政治の過去・現在・未来—慶應義塾大学法学部政治学科開設百年記念講座』慶應義塾大学出版会、1999年8月。ISBN 978-4766407433。